# 7e armée de la Garde
Pour les articles homonymes, voir 7e armée.
La 7e armée de la Garde est une armée de campagne de l'armée rouge pendant la Seconde Guerre mondiale et de l'armée soviétique pendant la Guerre froide. Elle est formée à partir de la 64e armée le 16 avril 1943 et dissoute le 14 août 1992, à la suite de la dislocation de l'Union soviétique.

## Commandants
- Mikhaïl Choumilov (avril 1943 - février 1946)
- Iakov Kreïzer (en) (avril 1946 - avril 1948)
- Ivan Fediouninski (avril 1948 - novembre 1951)
- Filipp Tcherokmanov (en) (novembre 1951 - juillet 1955)
- Ivan Pavlovski (en) (juillet 1955 - avril 1958)
- Sergueï Mariakhine (mai 1958 - mai 1960)
- David Dragounski (en) (mai 1960 - juin 1965)
- Anatoli Gribkov (en) (juin 1965 - décembre 1968)
- Alexeï Kliouïev (décembre 1968 - novembre 1971)
- Vassili Chakhnovitch (en) (novembre 1971 - août 1975)
- Stanislav Postnikov (en) (septembre 1975 - juin 1977)
- Konstantin Kotchetov (juin 1977 - 1979)
- Bronislav Omelitchev (1979 - mai 1982)
- Yury Shatalin (mai 1982 - août 1984)
- Mikhaïl Kolesnikov (août 1984 - février 1987)
- Nikolaï Pichtchev (1989 - 1990)
- Evgeny Mechtcheriakov (1990 - mai 1991)
- Fiodor Reout (en) (mai 1991 - août 1992)